# 암프
암프(amphoe, 태국어: อำเภอ)는 태국의 하부 행정 구역 분류 중 '짱왓'(주) 다음으로 두 번째에 해당하는 개념이다. 보통 구(district)로 해석되기는 하지만, 실질적으로 도시의 개념을 구성하고 있다. 암프는 주를 구성하는 단위이다. 암프는 다시 '땀본'으로 나뉜다.
태국에는 전체 877개의 암프가 있으며, 방콕의 50개의 암프는 제외되며 1972년 방콕의 행정 구역 개편 이후 이것은 켓(khet, เขต)으로 불린다. 지방에 따라 암프의 수는 천차만별이며, 가장 작은 주는 3개에서, 가장 큰 주는 방콕으로 50개의 암프를 가지고 있다. 암프의 인구 또한 천차만별이며, 뜨랏 주의 꼬꿋은 인구수 2042명을 가진 가장 작은 암프이며, '므앙 사뭇쁘라깐'은 435,122명으로 가장 많다. 방콕의 ‘삼판타웡 켓’은 가장 면적이 작은 1.4 km2이며, 반면 ‘딱 주’의 움팡은 4,325.4 km2의 면적을 가지고 있지만, 가장 인구밀도가 희박한 암프이기도 하다.

## 암프 므앙
암프 므앙(Amphoe Mueang)은 주의 행정 관청이 있는 주도를 가리키며, 주도에 청사를 설치했기 때문에 주의 이름과 일치한다. 1930년대까지 다른 이름을 사용하였지만, 그 이후는 모두 주도를 암프 므앙이라는 이름으로 변경하였다. 이러한 규칙의 단 하나의 예외는 아유타야로 이곳은 주도의 이름이 (암프 므앙 아유타야라는 이름 대신) '암프 프라나콘시아유타야'(Amphoe Phra Nakhon Si Ayutthaya)이다.
대부분의 경우 가장 인구가 많고, 가장 큰 암프를 주도로 지정하지만, 쏭클라 주는 가장 두드러진 예외지역이며, 핫야이가 주도인 송클라보다 훨씬 빨리 성장하여 교통의 요지가 되었다.
태국에서는 《므앙》이라는 이름을 가질 수 있는 대부분의 주도에는 네 가지 종류가 있다. 찬(Chan), 빤(Pan), 쑤앙(Suang), 양(Yang)이라는 이름은 비록 주도가 아닐지라도 그만큼의 중요성을 가지고 있는 지역이다.

## 낑 암프
행정 관청이 너무 멀어서 시민에게 불편을 초래할 때 작은 암프(King Amphoe, กิ่งอำเภอ)가 설치된다. 대부분의 암프의 일은 이 낑 암프에 이전되지만, 부분적으로 종속적 개념일 때가 많다. 일단 낑 암프가 필요 조건을 충족하면, 암프로 승격이 된다.

## 같이 보기
- 태국의 주
- 태국의 하부 행정 구역
- 땀본